# Peronopsis
Peronopsis – rodzaj stawonogów z wymarłej gromady trylobitów, z rzędu Agnostida.
Żyły w okresie środkowego kambru. Ich skamieniałości znaleziono w Azji, Australii, Europie oraz w Ameryce Północnej.